# Apák napja (Lost)
2005. január 19-én került először adásba az amerikai ABC csatornán a sorozat 14. részeként. David Fury írta, és Greg Yaitanes rendezte. Az epizód középpontjában Michael Dawson és Walt Lloyd áll.

## Ismertető
|  | Alább a cselekmény részletei következnek! |

### Visszaemlékezések

#### Michael visszaemlékezései
Michael és a barátnője, Susan, baba holmikat vásárolnak egy boltban. Már alig várják, hogy megszülessen közös gyermekük. Michael Walt-nak szeretné elnevezni őt, az apja után.
Később, miután Walt megszületett, Michael Susan-nel vitatkozik, miközben a kis Walt a földön játszadozik. Susan kapott egy nagyszerű állásajánlatot Amszterdamban, ezért oda akar költözni Walt-tal együtt. Michael nem akarja elengedni Walt-ot, de Susan beláttatja vele, hogy még ha bíróság elé vinnék is az ügyet, akkor is neki ítélnék a gyereket.
Hónapokkal azután, hogy Susan elköltözött, Michael felhívja őt egy telefonfülkéből, hogy beszélhessen Walttal. Susan azt mondja, most nem alkalmas rá az idő. Michael egy férfi hangját hallja a háttérből. Kiderül, hogy Susan összejött a főnökével, Brian Porter-rel. Michael azt mondja, odautazik Amszterdamba, és visszaszerzi a fiát. Miután lerakja a telefont, idegesen elindul, hogy átmenjen az út túloldalára, de nem néz körül, minek következtében elüti egy autó.
A kórházban, Michael levelezőlapra rajzol, hogy majd elküldje Waltnak. Felnézve a lapról, Susan-t látja maga előtt. Susan azért jött, hogy elmondja, össze fog házasodni Brian-nel, aki örökbe szeretné fogadni Waltot. Michael nem egyezik bele ebbe, de Susan megkérdezi tőle, Walt, vagy a saját érdekében ellenkezik.
Sok évvel később, Brian Porter felkeresi Michaelt, és közli vele, hogy Susan előző nap meghalt. Egy héttel korábban betegedett meg, de senki sem gondolt rá, hogy ilyen súlyos a dolog. Brian elmondja, hogy Susan a halála előtt azt kérte, Michael nevelje fel Walt-ot. Ad neki egy oda-vissza repülőjegyet Sydney-be, hogy elhozhassa onnan Waltot, akire most a dadája vigyáz. Michael nem érti, Brian mért akar ennyire megszabadulni Walt-tól, ha egyszer adoptálta. Brian azt mondja, Walt "más", mint a többi gyerek, és különös dolgok történnek a környezetében.
Sydney-ben, Michael elmegy Brian házába Walt-ért. Mielőtt bemenne a fia szobájába, Walt dadája ad neki egy fából készült dobozt, benne az összes levéllel és képeslappal, amit Michael küldött Walt-nak;Susan nem adta át őket, csak összegyűjtögette.
Michael odamegy Walt-hoz, és bemutatkozik. Elmondja, hogy ő az apja, majd kifejezi részvétét Susan iránt. Walt Brian-t keresi, de Michael azt mondja, nincs itt, majd elmondja szándékát, hogy magával viszi őt. Walt nem akar elmenni egy idegennel, de Michael meggyőzi őt, hogy Brian akarta így. Walt megkérdezi, mi lesz Vincenttel; Michael azt mondja, Brian nekiajándékozta és őt is magukkal viszik.

#### Walt visszaemlékezése
Napokkal Susan halála előtt, Walt a házi feladatát olvasgatja, miközben Susan a betegségéről panaszkodik Brian-nek. Walt-ot nagyon untatja a leckéje. Nem érti miért kell ausztrál madarakról tanulnia, ha egyszer Ausztráliában él. Ennek ellenére, végül kiválaszt egy madarat a leckéjéhez, az ausztráliai bronzkakukkot. Meg akarja mutatni a képét Brian-nek, de Brian nem figyel rá. Tovább szólongatja őt, de Brian továbbra is Susan-nel beszélget. Walt dühösen mered nevelőapjára. Ebben a pillanatban, egy madár csapódik neki az ablaknak. Walt és Brian odamennek, és megnézik a halott bronzkakukkot. Brian ijedten tekint rá Walt-ra, aki visszamegy, hogy tovább nézegesse a madaras könyvét.

### Valós idejű történések
Michael Walt után kiáltozik a dzsungelben. Találkozik Charlie-val, aki szintén keres valamit: Claire poggyászát. Jack és Hurley is épp arra járnak. Miután Michael elindul megtalálni a fiát, Hurley megjegyzi Jack-nek, látszik rajta, hogy utálja az apaságot.
Walt Locke-kal és Boone-nal van; Locke késdobásra tanítja őt. Miután azt mondja neki, hogy a "lelki szemeivel" lássa meg a kés útját, Walt rögtön ráérez, hogyan is kell csinálni ezt. Michael rájuk talál, és összevitatkozik John-nal. Locke azt mondja, Walt "más", mint a többi gyerek, ezért segít neki felfedezni a képességeit. Michael nyomatékosan megkéri Locke-ot, tarta magát távol tőle és a fiától. Aznap éjjel, Michael Sun-nal beszéli meg az apaság nehézségeit. Elmondja, hogy Locke szerint nem szabadna gyerekként kezelni Walt-ot, de ő nem tud másképp tenni, mert kimaradt a fia gyerekkorából. Elhatározza, hogy minden tőle telhetőt megtesz azért, hogy Walt ne egy szigeten kényszerüljön felnőni.
Sayid és Shannon megmutatják Jack-nek Rousseau térképeit. Sayid-nak nem sikerült megfejtenie őket, de annyira rájött, hogy az ábrák nem a sziget helyzetét mutatják, hanem valaminek a helyzetét a szigeten. Mindhárman egyetértenek abban, hogy valószínűleg az adótorony elhelyezkedését próbálta Danielle lerajzolni, ahol a segélykérő üzenetét is beprogramozta. Michael félbeszakítja beszélgetésüket, azt mondva, hogy itt az ideje tenni valamit azért, hogy végre kijuthassanak a szigetről. Azt javasolja, építsenek közösen egy tutajt a repülőgép roncsaiból és bambuszfából. Senki sincs oda az ötletért, de Michaelt nem állítja meg pesszimizmusuk. Azt mondja, velük vagy nélkülük, de meg fogja építeni.
Walt elmerülve olvasgat egy spanyol nyelvű "Flash" képregényt, amikor Michael odamegy hozzá, hogy egy kicsit beszélgessen vele. Walt nem figyel rá oda, mire Michael elveszi tőle a magazint, és arra utasítja, menjen vele.
Charlie észreveszi, hogy valaki ellopta Claire naplóját. Felfedezésről Kate-et is tájékoztatja, aki egyből tudja, kinél kell keresni a könyvet. Odamennek Sawyerhez, és visszakövetelik tőle. Sawyer kisvártatva elő is veszi, ám mielőtt odaadná, úgy tesz, mint aki felolvasna belőle egy részt, és elmondja, mit írhatott Claire Charlie-ról. Végül, Sawyer és Charlie összeverekednek. Kate-nek kell szétválasztania őket.
Michael használható dolgokat keres a tutajhoz fiával, aki elég kelletlenül végzi a munkát. Meglátja Boone-t és Johnt, ahogy a barlangok felé tartanak. Azt mondja apjának, elmegy vízért, majd Locke-ék nyomába ered. A barlangoknál, Locke figyelmezteti őt, hogy az apja nem engedi, hogy beszéljenek egymással, de Waltot ez csöppet sem érdekli. Michael rájuk talál, és rákiabál Locke-ra. Walt mérges az apjára, mert Locke-ot a barátjának tekinti, ellenben vele. „Nem vagy az apám” – mondja dühösen Walt, mire Michael beledobja a képregényét a tűzbe.
Nem sokkal később, Hurley közli Michaellel, hogy Walt fogta a kutyáját, Vincentet, és elszelelt. Michael azt hiszi, már megint Locke-kal van, de John sem látta őt. Felajánlja, hogy segít előkeríteni.
Charlie megköszöni Kate-nek a segítséget, majd elmondja, hogy bár csak nagyon rövid ideig lehetett együtt Claire-rel, most hogy nincs vele, olyan, mintha egy része megsemmisült volna. Miután Kate elmegy, Charlie többször is bele akar olvasni Claire naplójába, de a lelkiismerete mindig megakadályozza ebben.
Walt a dzsungelben sétál Vincent-tel, amikor a kutya hirtelen elszalad. Walt eldobja a pórázt, és utána szalad. Bár a kutyát sehol sem találja, szembekerül valami egészen mással.
Locke és Michael megtalálják a pórázt a fűben, és hallják, ahogy Walt segítségért kiáltozik. A fák között bujkálva találnak rá, ugyanis egy jegesmedve támadt rá, és most megpróbál hozzáférkőzni. Felmásznak egy magas fára, és Locke kötélen leereszti Michaelt a fiához. Leérve, Michael felhúzatja Waltot, majd beledöf egy kést a fenevadba, mire az elmenekül.
Este, Michael odaadja fiának a dobozt, amiben az anyja a nekiírt leveleket összegyűjtötte. Megnézegetik Michael rajzait, és jókat nevetnek e gyerekes vicceken, amik a képeslapokba vannak írva.
Eközben, Charlie elolvassa Claire naplóját, és örömmel tölti el, amikor rájön belőle, hogy Claire szereti őt. Néhányat lapozva, észrevesz benne valamit, s ezt Jack-kel és Sayid-dal is megosztja. Claire arról írt, hogy volt egy álma, amiben a fekete szikla nem eresztette őt el. Sayid visszaemlékezik rá, hogy Rousseau is beszélt neki a Fekete Szikláról, mire Charlie azt kezdi gondolni, hogy Claire-t ott tartják fogva.
A dzsungelben, Locke Boone-nal együtt Vincent-et keresi, aki a jegesmedve-támadás előtt tűnt el. Hirtelen, mozgolódást hallanak a bokrok mögül. Claire jön elő onnan, remegve a félelemtől.
|  | Itt a vége a cselekmény részletezésének! |